# Uppsalsko sveučilište
Uppsalsko sveučilište (lat. Universitas Regia Upsaliensis, šved. Uppsala universitet), javno je istraživačko sveučilište i najstarija sveučilišna ustanova u Švedskoj, koja neprekidno djeluje od 1477., kada je osnovano papinskom bulom Siksta IV. Ubraja se među stotinu najboljih svjetskih sveučilišta te je poznato po svojim katedrama prirodnih znanosti. Značajna je bila uloga sveučilišta u razvoju švedske znanstvene i kulturne misli, kao i nacionalnog identiteta za vrijeme Švedskog Carstva, napose za vladavine kralja Gustava Adolfa II. Danas sveučilište broji više od četrdeset tisuća studenata te je članom ugledne Coimbrske skupine i Udruženja europskih sveučilišta.

## Vanjske poveznice
- Službene stranice Sveučilišta